# حمله هوایی ۲۰۱۸ ضحیان
حمله هوایی ۲۰۱۸ ضحیان (انگلیسی: Dahyan air strike) یک حمله هوایی توسط هواپیمای نظامی عربستان سعودی در ۹ اوت ۲۰۱۸ بود که یک اتوبوس مدرسه حامل دانش آموزان را که از مسیر بازاری پرجمعیت در ضحیان استان صعده یمن می‌گذشت، بمباران کرد. در این حمله دست‌کم ۴۰ کودک که همه زیر ۱۵ سال سن داشتند، کشته شدند و بیشتر کشتگان نیز زیر ده سال سن داشتند. همچنین احتمالاً ۵۱ نفر دیگر از مردم در این حمله کشته شده‌اند.

## حمله
به گفته صندوق نجات کودکان، کودکان در زمان حمله در اتوبوسی بودند که از پیک نیک به مدرسه بازمی‌گشت، و راننده برای خوردن یک نوشیدنی، اتوبوس را در بازار شهر ضحیان متوقف کرده بود. بسیاری از کودکان، کوله پشتی‌های آبی رنگ با آرم یونیسف را که به عنوان نوعی کمک بشردوستانه به آنها داده شده بود، به همراه داشتند. به گفته کمیته بین‌المللی صلیب سرخ، «بیشتر کودکان زیر ۱۰ سال سن داشتند.» این حمله همچنین منجر به کشته شدن چندین نیروی موسوم به «اولین پاسخگو» شد.
خبرگزاری سی‌ان‌ان در گزارشی در ۱۷ اوت ۲۰۱۸ از قول کارشناسان جنگ‌افزار اعلام کرد بمبی که توسط ائتلاف به رهبری عربستان سعودی در حمله به اتوبوس حامل دانش آموزان یمنی استفاده شده، به عنوان بخشی از یک معامله تسلیحاتی میان وزارت امور خارجه ایالات متحده با عربستان سعودی، به این کشور فروخته شده‌است. به گزارش سی‌ان‌ان این بمب، یک بمب ام‌کی۸۲ ۲۲۷ کیلوگرمی مجهز به لیزر بوده که نمونه مشابه آن در حمله هوایی ۲۰۱۶ صنعا که در آن ۱۵۵ یمنی کشته شدند، استفاده شده بود.

## پوشش رسانه‌ای
پرده برداری از این حمله در ابتدا پس از انتشار صحنه‌هایی از موقعیت بمباران که بقایای اتوبوس و کودکان را نشان می‌داد و در توییتر منتشر شده بود، صورت گرفت. ائتلاف عربستان سعودی بعداً بیانیه ای صادر کرد و در آن اعلام کرده بود که حملات هوایی را در صعده انجام داده‌است اما به دنبال هدف قراردادن سکوهای موشکی حوثی‌ها بوده‌است.

## واکنش‌ها

### داخلی
خبرگزاری رسمی عربستان سعودی این حمله هوایی را «اقدام نظامی قانونی» نامید که به منظور هدف قراردادن عناصر مسئول حمله موشکی به شهر جیزان عربستان سعودی در روز چهارشنبه صورت گرفته‌است. در این بیانیه آمده‌است: «حملات هوایی مطابق با قوانین بین‌المللی و بشردوستانه است.» این خبرگزاری همچنین ادعا کرد که حوثی‌ها از کودکان به عنوان سپر انسانی استفاده می‌کنند.
ناصر الربیعی، روزنامه‌نگار یمنی گزارش داد که در نزدیکی این حمله هیچ نیروی حوثی وجود نداشته‌است.سخنگوی جریان حوثی گفت که این ائتلاف «بی‌توجهی آشکار نسبت به زندگی غیرنظامی» را نشان داد، زیرا حمله یک محل عمومی شلوغ در شهر را مورد هدف قرار داده بود.

### بین‌المللی
دبیرکل سازمان ملل متحد آنتونیو گوترش این حمله را محکوم کرد و خواستار تحقیق مستقل و سریع شد. یونیسف به شدت این حمله را محکوم کرد و گفت: «ما از یک حمله گزارش شده به یک اتوبوس مدرسه در یمن وحشت داریم. بسیاری از کودکان بی گناه مجروح و کشته شده‌اند، برخی از آنها کوله پشتی‌های یونیسف را به همراه داشتند» و «کودکان هرگز نباید هدف قرار گیرند.» همچنین هنریتا فور مدیر یونیسف در توییتر اظهار داشت: «حملات به کودکان کاملاً غیرقابل قبول است. من از حملات هوایی گزارش شده بر روی کودکان بی گناه، که بعضی از آنها کوله پشتی‌های یونیسف را به همراه داشتند، وحشت زده‌ام. دیگر بس است.»
کمیساریای عالی حقوق بشر سازمان ملل متحد روز جمعه در بیانیه‌ای ضمن ابراز تاسف نسبت به این حمله اعلام کرد که «هرگونه حمله به غیرنظامیان به صورت مستقیم جنایت جنگی به حساب می‌آید.»
هدر نوئرت وزارت امور خارجه ایالات متحده اظهار داشت که ایالات متحده «قطعاً در مورد گزارش‌ها مبنی بر حمله ای که منجر به مرگ شهروندان غیرنظامی شد، نگران است» و از عربستان سعودی خواست تا تحقیقی در مورد حمله انجام دهند.

### سازمان‌های غیردولتی
رئیس هیئت نمایندگی کمیته بین‌المللی صلیب سرخ در یمن، در توییتر نوشت: «بعد از یک حمله به یک اتوبوس حامل کودکان در بازار ضحیان در شمال صعده، بیمارستان تحت حمایت صلیب سرخ در یمن، ده‌ها تن مرده و زخمی را دریافت کرده‌است. طبق قوانین بین‌المللی بشردوستانه، در طول جنگ باید از افراد غیرنظامی حفاظت شود.»